# Йерин
Чон Е Рин (кор. 정예린; род. 19 августа 1996, Сеул), известная как  Йерин  (예린), южнокорейская певица и актриса. Она бывшая участница южнокорейской гёрл-группы GFriend и в настоящее время активно выступает в качестве солистки.

## Ранняя жизнь
Йерин родилась 19 августа 1996 года в Инчхоне. Она училась в Школе исполнительских искусств в Сеуле и окончила ее в 2015 году.

## Карьера

### 2015—2021: Деятельность с GFriend
В январе 2015 года Йерин официально дебютировала в качестве участницы GFriend с их первым мини-альбомом Season of Glass. Она дебютировала в качестве актрисы два месяца спустя, сыграв второстепенную роль в веб-драме «Девушка полуночи». 13 апреля 2015 года она появилась в клипе Super Junior Heechul и TRAX Jungmo unit M&D «I Wish». [3]
В январе 2016 года Йерин была выбрана в качестве новой ведущей для музыкальной программы SBS MTV "Шоу, вместе с Чжоу Ми. 17 октября 2016 года она представила песню «Future Boyfriend» с El Camino.
В 2017 году Йерин сотрудничала с Цао Лу и Кисумом над синглом «Spring Again». Позже в том же году она приняла участие в реалити-документальном шоу SBS «Закон джунглей, появляющийся в эпизодах в Комодо.

### 2021-настоящее время: Сольная деятельность
В июне 2021 года Йерин подписала контракт с Sublime Artist Agency в качестве сольной исполнительницы и актрисы.
В феврале 2022 года Йерин вела развлекательное шоу MBN „Catch Job“ с телеведущим Чо У Чжоном. В мае 2022 года Ерин дебютировала сольно с песней „Aria“.. Она станет главной героиней 4-го сезона сериала „Сумасшедшая встреча“ на канале MBC.
31 марта 2023 года Sublime Artist Agency объявило, что Йерин покинет компанию после того, как решила не продлевать эксклюзивный контракт. 17 апреля Bill Entertainment объявили, что Йерин подписала эксклюзивный контракт с агентством. Кроме того, 21 июня они объявили, что она вернется со своим вторым сольным альбомом. Ее второй мини-альбом „Ready, Set, Love“ был выпущен 23 августа.
13 августа 2024 года было объявлено, что 4 сентября Йерин выпустит свой третий мини-альбом „Rewrite“.

## Дискография
Посмотреть дискографию Йерин с GFriend

### Мини-альбомы
| Название         | Детали | Пиковые позиции в чартах | Продажи       |
| Название         | Детали | KOR                      | Продажи       |
| ---------------- | --- | ------------------------ | ------------- |
| Aria             | - Выпущено: 18 мая 2022 года - Лейбл: Sublime - Форматы: CD, digital download, streaming Track listing 1. "Intro: Bloom" 2. "Aria" 3. "Believer" 4. "Lalala" 5. "Time" (시간)                                                      | 8                        | - KOR: 40,281 |
| Ready, Set, Love | - Выпущено: 23 августа 2023 г. - Лейбл: Bill Entertainment - Форматы: CD, digital download, streaming Track listing 1. "Bambambam" (밤밤밤) 2. "Summer Charm" (루프탑) 3. "The Dance" 4. "Bambambam" (밤밤밤) (Inst.)              | 18                       | - KOR: 13,468 |
| Rewrite          | - Выпущено: 4 сентября 2024 г. - Лейбл: Bill Entertainment - Форматы: CD, digital download, streaming Track listing 1. "Wavy" 2. "Shine" (볕뉘) 3. "Permeate" 4. "Save Me" 5. "One Thing" (featuring Kim Da-yeon (Kep1er)) 6. "4U" | 30                       | - KOR: 7,872  |

### Синглы
| Название | Год                       | Пиковые позиции в чартах  | Продажи (DL)              | Альбом                    |
| Название | Год                       | KOR                       | Продажи (DL)              | Альбом                    |
| В качестве ведущей певицы | В качестве ведущей певицы | В качестве ведущей певицы | В качестве ведущей певицы | В качестве ведущей певицы |
| --- | ------------------------- | ------------------------- | ------------------------- | ------------------------- |
| „Aria“ | 2022                      | —                         | N/A                       | Aria                      |
| „Bambambam“ (밤밤밤) | 2023                      | —                         | N/A                       | Ready, Set, Love          |
| „Wavy“ | 2024                      | —                         | N/A                       | Rewrite                   |
| Коллаборации |                           |                           |                           |                           |
| „Spring Again“ (왜 또 봄이야) (with Cao Lu, Kisum)                                                                                  | 2017                      | 37                        | - KOR: 82,419             | Non-album singles         |
| „Colors“ (with Youngjae) | 2022                      | —                         | N/A                       | Non-album singles         |
| В качестве приглашенной певицы |                           |                           |                           |                           |
| „Future Boyfriend“ (미남) (El Camino featuring Yerin)                                                                               | 2016                      | —                         | N/A                       | Non-album singles         |
| «Sorry for Loving You» (Gree featuring Yerin)                                                                                       | 2021                      | —                         | N/A                       |                           |
| «—» обозначает запись, которая не попала в чарты или не была выпущена на этой территории N/A обозначает данные, которые недоступны. |                           |                           |                           |                           |

### Появления в саундтреках
| Название                                            | Год  | Альбом                             |
| --------------------------------------------------- | ---- | ---------------------------------- |
| «Spring»                                            | 2022 | Good Job OST Part 4                |
| «All I need is you (너만 있으면)» (with Song I-han) | 2023 | The Witch Store Reopens OST Part 3 |

### Другие песни в чартах
| Название      | Год  | Пиковая позиция в чартаз | Альбом |
| Название      | Год  | KOR Down.                | Альбом |
| ------------- | ---- | ------------------------ | ------ |
| «Believer»    | 2022 | 134                      | Aria   |
| «Lalala»      | 2022 | 146                      | Aria   |
| «Time» (시간) | 2022 | 145                      | Aria   |

### Авторские права на композицию
Если не указано иное, все авторы песен взяты из базы данных Корейской ассоциации авторских прав на музыку.
| Название       | до   | Альбом             | Автор   | Композитор | Автор текста | Аранжировщик |
| -------------- | ---- | ------------------ | ------- | ---------- | ------------ | ------------ |
| «Hope»         | 2019 | Fever Season       | GFriend | No         | Yes          | No           |
| «Secret Diary» | 2020 | 回:Walpurgis Night | GFriend | Yes        | Yes          | Yes          |

## Видеография

### Музыкальные клипы
| Название             | Год  | Директор(-а)                        | Ref.   |
| -------------------- | ---- | ----------------------------------- | ------ |
| «Aria»               | 2022 | Kim Young-jo, Yoo Seung-woo (Naive) | [ 27 ] |
| «Bambambam» (밤밤밤) | 2023 | Kim Byung-joon (Maybe More That)    | [ 28 ] |
| «Wavy»               | 2024 | Неизвестно                          | [ 29 ] |

1. ↑  "Aria" did not enter the Gaon Digital Chart, but peaked at number 46 on the Download Chart.[22]
2. ↑  "Bambambam" did not enter the Circle Digital Chart, but peaked at number 48 on the Download Chart.[23]
3. ↑  "Wavy" did not enter the Circle Digital Chart, but peaked at number 67 on the Download Chart.[24]

## Фильмография
Посмотреть фильмографию Йерин с GFriend

### Фильмы
| Год  | Название   | Роль      | Примечания                 | Ref.   |
| ---- | ---------- | --------- | -------------------------- | ------ |
| 2023 | New Normal | Hae-kyung | Closing film at 26th BIFFF | [ 30 ] |

### Веб-сериалы
| Год  | Название                  | Роль       | Ref.          |
| ---- | ------------------------- | ---------- | ------------- |
| 2015 | Midnight’s Girl           | Ye Eun     | [ 31 ]        |
| 2023 | The Witch Store Reopening | Lee Hae-na | [ 32 ] [ 33 ] |
| TBA  | Sea Village Cloud Pension | Gu Ru-mi   | [ 34 ]        |

### Телевизионные шоу
| Год  | Название                 | Роль        | Ref.   |
| ---- | ------------------------ | ----------- | ------ |
| 2016 | The Show                 | MC          | [ 3 ]  |
| 2021 | Beauty Time 3            | Cast member | [ 35 ] |
| 2022 | Catch Job                | MC          | [ 8 ]  |
| 2022 | My House Sangjeon        | Cast Member | [ 36 ] |
| 2022 | Crazy Encounter Season 4 | MC          | [ 11 ] |

### Веб-шоу
| Год  | Название          | Роль        | Ref.   |
| ---- | ----------------- | ----------- | ------ |
| 2022 | Sing in the Green | Cast Member | [ 37 ] |

### Радиопередачи
| Год  | Название                      | Роль       | Ref.   |
| ---- | ----------------------------- | ---------- | ------ |
| 2021 | On Air Spin-off               | DJ         | [ 38 ] |
| 2022 | Got7’s Youngjae’s Best Friend | Special DJ | [ 39 ] |